# Shay Laren
Shay Laren est une mannequin de charme américaine née le 31 décembre 1985 en Géorgie (États-Unis). Elle a été choisie « Pet of the Month » en juin 2006 par la revue Penthouse.

## Biographie
Née en Géorgie, Laren est la cadette de quatre enfants. Sa mère est très jeune au moment de sa naissance et, n’étant pas préparée pour élever un enfant, ne s’occupe pas d’elle comme il faut. Son père est soldat et sa mère décide de le suivre dans les nombreuses bases militaires américaines tout autour du monde, notamment en Allemagne où Shay Laren passe une grande partie de son enfance et de son adolescence.
Étant très jeune, ses courbes sexy captent l’attention des garçons et son corps privilégié lui vaut de nombreuses propositions des agences de mannequins. Mais au début, elle les refuse car cela ne l’intéresse pas.
Par la suite, Shay revient aux États-Unis et se marie à l’âge de 18 ans. Entre-temps, elle commence à sortir en boîte et à fréquenter les milieux nocturnes. Son anatomie exubérante ne passe pas inaperçue et Shay reçoit d’autres propositions des photographes et des représentants des revues de charme locales. 
Elle rencontre d’anciens modèles qui l’encouragent à faire une incursion dans l’industrie du charme. Shay Laren hésite encore et ce n’est que plus tard qu’elle décide de devenir modèle de charme, grâce au modèle Crystal Klein qui la convainc de faire un photoshoot pour le magazine Penthouse.
Shay apparaît en couverture de Penthouse et le numéro s’avère un record de ventes. Peu après elle est choisie « Pet of the Month », en juin 2006. Elle a également été élue « DanniGirl of the Month » en décembre 2007.

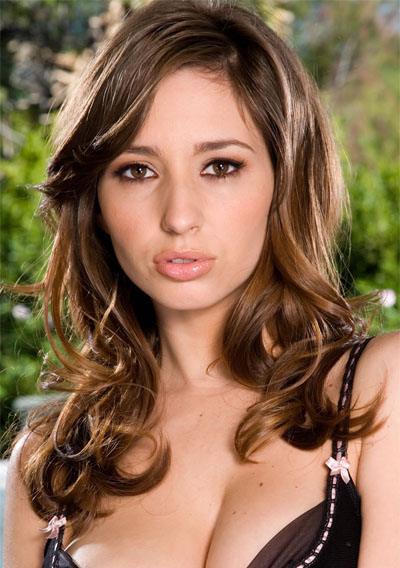
Shay Laren (2008)

## La star du X
Shay Laren a tourné quelques films pornographiques, uniquement lesbiens et tous softcore. 